# Maissau
Maissau – miasto w Austrii, w kraju związkowym Dolna Austria, w powiecie Hollabrunn. Liczy 1 900 mieszkańców.

## Geografia
Maissau leży na granicy Weinviertel i Waldviertel u podnóża Manhartsberga.

## Atrakcje turystyczne
- Muzeum Ametystów Amethystwelt Maissau. W Maissau znajdują się największe w Europie złoża ametystów
- zamek Maissau, pierwsza wzmianka w dokumencie z 1122 roku. Jest własnością prywatną i można go oglądać tylko z zewnątrz.